# Morro do Céu
O Morro do Céu é uma comunidade situada junto do bairro Santa Bárbara, no município de Niterói. Se caracteriza por ser lá um dos Depósitos Municipais de Lixo da cidade de Niterói desde o início da década de 1980, assim sendo lugar de população pobre, na maioria, o que dá a comunidade o status de favela, apesar de as ocupações irregulares não serem maioria no local.
Em 11 de janeiro 2015, uma operação da CORE matou o traficante Gordo, um dos mais procurados do estado.

## História
A área antes da implantação  da lixeira era uma região de colinas, apresentando vales recobertos por vegetação. Havia predominância de sítios, com casas esparsas. Não havia saneamento, asfalto ou qualquer beneficio do Poder Público.
No final do ano 1983, foi implantada o Lixão no Morro do Céu.Cabe citar que, depois que a lixeira já consumada, houve protestos e tentativas de retirada, havendo mobilizações ,passeatas, reportagem em jornais. Nesta época, a região já estava recebendendo o ingresso dos catadores de lixo. Estes, por de lá, retirarem seu sustento, foram a favor da lixeira naquele local, havendo, inclusive, embate com os moradores que queriam a expulsão.Hoje o Morro do Céu é uma área carente de urbanização, saneamento, acessos e serviços básicos.
Houve alguma melhorias como: Posto do Médico de Familia, Centro de Controle de Zoonoses( que é responsável por toda a cidade), a creche, algum asfalto, água e uma linha de ônibus.
Em 1994, houve uma remoção de favela do Centro de Niteroi para Morro do Céu, denominda Favela Maria Tereza.
São 200 catadores de lixo trabalhando 24 horas por dia a cata de materiais reciclaveis para vender, além de objetos de benfeitorias para sua casa.
Com a implantação do lixão, houve danos com a natureza, pois, a água atestada como má qualidade( Sisinno, 1995), chorume poluindo os rios, animais pelas ruas, odor do lixo hospitalar, moscas e ratos, barulho 24 horas já que os caminhões rodam o tempo inteiro, destruição da vegetação.